# Ereteken voor Vroedvrouwen
Het Ereteken voor Vroedvrouwen (Duits: Ehrenzeichen für Hebammen) was een op 6 januari 1914 ingestelde onderscheiding van het groothertogdom Saksen, een van de Duitse staten. De stichtster was Feodora van Saksen die handelde met toestemming van haar gemaal groothertog Willem Ernst.
De onderscheiding kreeg de vorm van een achtkantige zilveren broche. Op de broche is een gekroond dubbele monogram "FF" afgebeeld boven het getal "25". De broche is 32,4 x 32,4 millimeter groot en weegt 15 gram. Op de keerzijde is een keur "990" aangebracht.
Het ontwerp was van Theodor Müller in Weimar die de broches ook produceerde. In 1914 werden vier broches uitgereikt.
De traditie om een vroedvrouw voor haar belangrijke en vaak levensreddende werk te decoreren vond men in de 19e eeuw in meerdere Duitse staten. 